# Quai Président-Wilson
Le quai Président-Wilson est un quai du port de Nantes et une voie de circulation de la commune de Nantes, dans le département français de la Loire-Atlantique. Il est situé sur la rive sud et l'extrémité ouest de l'Île de Nantes, le long d'un des bras de la Loire baptisé « bras de Pirmil ». Géré par le Grand port maritime de Nantes-Saint-Nazaire, il est aujourd'hui fermé au trafic fluvio-maritime de marchandises.

## Situation et accès
Le quai qui s'étend du boulevard Gustave-Roch au quai des Antilles, est bitumé et ouvert à la circulation automobile sur la partie situé à l'ouest du pont des Trois-Continents.
Sur son côté sud, le quai rencontre le débouché du pont des Trois-Continents, puis successivement sur son côté nord, le boulevard Simone-Veil, la rue du Sénégal, la rue de la Guyane, la rue de Saint-Domingue et le boulevard des Antilles.
Le quai Président-Wilson, soutenu par une succession d'arcades, est propice à l'installation de l'angélique des estuaires en grand nombre, grâce à l'accumulation de vases épaisses sur les poutrelles horizontales en béton.

## Origine du nom
Originellement baptisé quai de Pirmil, du nom du bras de Loire qui le borde, il est rebaptisé quai Président Wilson au lendemain de la Première Guerre mondiale en hommage au président américain Woodrow Wilson, instigateur de la création de Société des Nations en 1919 et à ce titre, lauréat du prix Nobel de la paix cette même année.

## Historique
Construit à partir de 1913 sur la rive sud de l'ancienne île Sainte-Anne puis agrandi en 1928 pour atteindre une longueur de 1557 mètres, il est alors un des plus grands quais de fond d'estuaire de France. En 1950, la construction du musoir permet son raccordement au quai des Antilles. Jusqu'à l'arrêt définitif de son activité en 2007, il permet d'importer les matières premières approvisionnant les industries implantées sur place, à savoir du sucre de canne brut destiné à être raffiné dans l'usine de Béghin-Say, des engrais chimiques (usine Timac), du métal fin (fer-blanc destiné à la fabrication d'ustensiles de cuisine et de boîtes de conserves) et d'exporter de la ferraille.
La cessation des activités portuaires du quai ont entrainé au début des années 2000, le déménagement des cinq grues Mofag — de 158 tonnes chacune — qui s'y trouvaient alors, vers d'autres sites nantais du grand port maritime de Nantes-Saint-Nazaire.

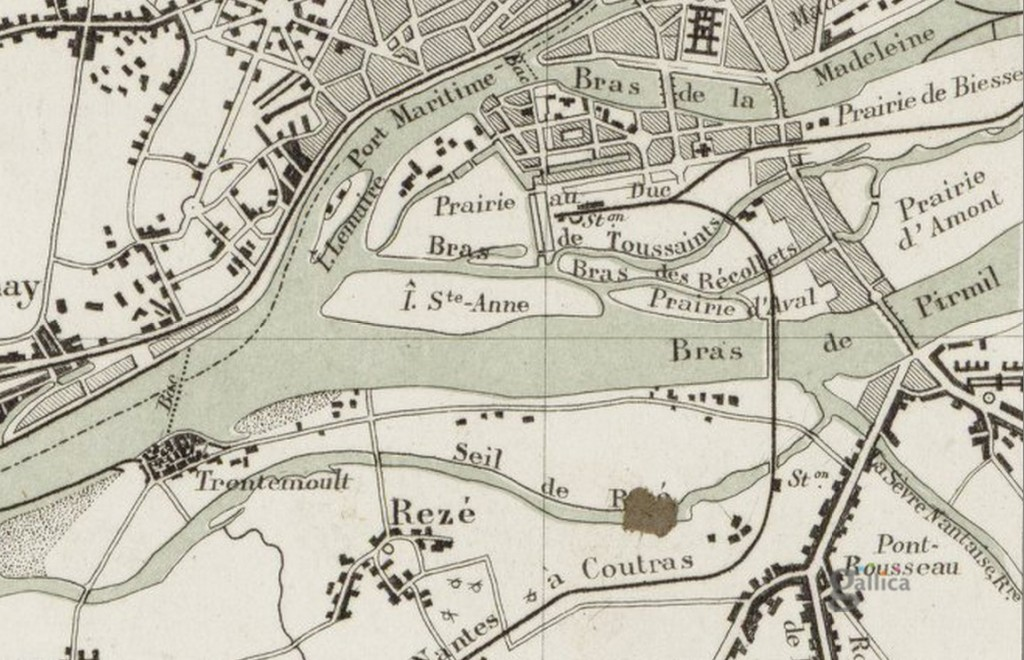
Situation de l'île Sainte-Anne en 1883.
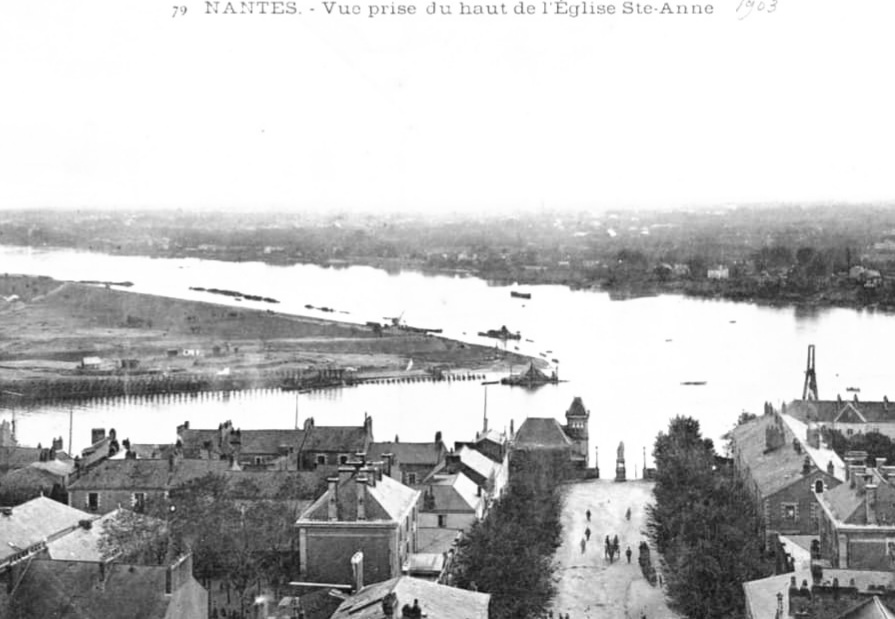
Quai des Antilles en cours d'aménagement sur le bras de la Madeleine et site du futur quai Président-Wilson sur le bras de Pirmil à l'extrémité aval de l'île de Nantes.

### Contexte du projet
La fin du XIXe siècle est marquée par le retour de la prospérité du port de Nantes, porté par la révolution industrielle et le commerce de la métropole avec ses colonies. Localement, plusieurs facteurs favorisent une importante reprise du commerce maritime :
- exploitation du canal de la Martinière à partir de 1892,
- creusement et correction du lit de l'estuaire de la Loire,
- application d'un nouveau tarif douanier,
- signature de nombreux traités de commerce,
- complémentarité croissante entre les ports de Nantes et de Saint-Nazaire, jusque-là concurrents

Ainsi, en retrouvant un accès facilité à la mer et en accueillant des navires ayant des tirants d'eau plus importants, le trafic du port passe de 450 000 tonneaux en 1894 à plus d'un million en 1906 et dépasse 2 millions en 1913. La Chambre de commerce et d'industrie de Nantes approuve en 1901 et 1903 un projet général d'aménagement de l'île Sainte-Anne et du bras de Pirmil pour y faciliter l'implantation d'industries à caractère portuaire. Des travaux d'aménagement sont entrepris sur la rive gauche du fleuve. Après l'effacement de l'île Lemaire en 1899, l'île Saint-Anne est amarrée à l'île de la Prairie au Duc en 1902 une fois les « boires » (bras morts de la Loire) comblés.
Port industriel, Nantes a besoin d'un outil performant et moderne pour poursuivre son développement économique et commercial. En 1913, les moyens du port sont devenus insuffisants face au progrès du trafic. La loi du 7 juillet 1913 déclare d'utilité publique un vaste programme d'aménagement portuaire. Ainsi, dans la continuité du quai des Antilles et relié à la gare de l'Etat implantée depuis 1884, on songe à construire un des plus longs quais de fond d'estuaire de France. Situé le long du bras de Pirmil, entre la pointe de l'île et le pont de Pornic, disposant de terre-pleins de plus de 50 mètres de large, il pourrait accueillir des navires de 7,60 m de tirant d'eau.

### Première Guerre mondiale
Le déclenchement de la Première Guerre mondiale et l'arrivée de l'armée anglaise puis de l'armée américaine précipitent les projets. Si à Saint-Nazaire, on multiplie les postes d'amarrage et les terrains nécessaires à la manutention de
marchandises, à Nantes c'est surtout par l'extension donnée aux postes d'accostage qu'on surmonte les obstacles. Les travaux sont lancés simultanément à l'aval et à l'amont du bras de Pirmil en 1913. Malgré la pénurie de main-d'œuvre et de matériaux, sur les 1 800 mètres de quai prévus, 900 mètres sont achevés pendant la guerre. Dès 1917, les premiers navires américains débarquent aux postes 1 et 2. Début 1919, le quai de Pirmil (premier nom donné au quai), en béton armé, sur pieux ou sur voûtes fournit 8 postes pour grands navires de 120 mètres, équipés de grues à vapeur et d'appareils d'éclairage. Si le port de Nantes retrouve dès 1918 des chiffres proches de ceux de 1913 en termes de trafic, il se préoccupe dès la fin de la guerre de terminer les quais de Pirmil pour accroître ses moyens d'action et permettre l'accueil de grands navires. Au total, 1557 mètres sont construits. En 1920, 59 navires accostent sur les 900 mètres de quai disponibles sur le bras de Pirmil et y déchargent plus de 87 000 tonnes de marchandises.
Prévue dès 1913, la construction d'une forme de radoub en travers des quais de Pirmil d'une longueur de 170 mètres, d'une largeur de 24 avec 7,30 m de mouillage, est projetée ensuite sur l'île de Cheviré avant d'être remplacée par un dock flottant inauguré fin 1923. Au lendemain du premier conflit mondial, le quai de Pirmil est rebaptisé Quai Wilson en hommage au Président américain Woodrow Wilson.
Accéder au quai est une véritable expédition pendant de nombreuses années. Dès l'origine les communications s'effectuent soit à partir du ponton des Salorges, point de départ des navettes fluviales, les « Roquios », reliant entre autres le quai de la Fosse au ponton du quai des Antilles ou soit par le Pont transbordeur. Leurs arrêts respectifs en 1931 et 1954 obligent les nantais et surtout les dockers à traverser en barque ou à faire le grand tour par le pont Haudaudine et le pont de la Madeleine au nord ou le pont de Pirmil au sud (écroulé en 1924, détruit en 1944, il est à chaque fois reconstruit). Le pont Anne-de-Bretagne ne sera construit qu'en 1975. Les rues desservant le quai sont en activité depuis 1923. Accolées au quai des Antilles, les rues du Tonkin, de Guyane, de Saint-Domingue ou du Sénégal contribuent à donner au quai Wilson une coloration ultramarine et d'ouverture sur le monde.

### Seconde Guerre mondiale
Au début de la Seconde Guerre mondiale, le quai Wilson accueille les soldats britanniques en 1939. Il devient zone militaire. Durant l'Occupation, l'ensemble du port nantais est réquisitionné par la Wehrmacht. Relativement épargné par les bombardements des 16 et 23 septembre 1943 qui manquent leurs cibles, le port subit en revanche le saccage de ses infrastructures les 9, 10 et 11 août 1944. En effet, lors de son repli dans la poche de Saint-Nazaire, l'armée allemande détruit la majorité des infrastructures portuaires nantaises (3 km de quais minés, 60 grues et 80 % des hangars hors d'usage, tous les ponts détruits). Le quai Wilson est rendu inutilisable dans sa globalité. On dénombre 23 brèches tout le long du quai. Nantes est finalement libérée le 12 août 1944.
Moins de 2 ans après la Libération de la France, le nombre de postes à quai utilisables du port de Nantes passe de 8 à 35 et 94 engins, dont 24 neufs, sont en activité. Si 12 brèches sont résorbées dès 1946, il faut attendre 1960 pour voir le Quai Wilson de nouveau entièrement opérationnel.

### Les Trente Glorieuses
Aidées des différentes grues installées sur le quai, les dockers chargent et déchargent les navires au gré des départs et arrivages. En 1966, la société Joseph Paris installe au poste à quai 01 de Wilson, la grue Titan grise dite Paris 01. Tout comme la grue Titan jaune sur les chantiers Dubigeon (1958), la grue Titan grise, propriété de la ville, est classée monument historique en 2005. En 1989, le quai dispose de 9 grues Caillard, 5 grues Mofag et 2 grues Paris de 10 à 15 T et de 30 à 60 T.

#### Les trafics

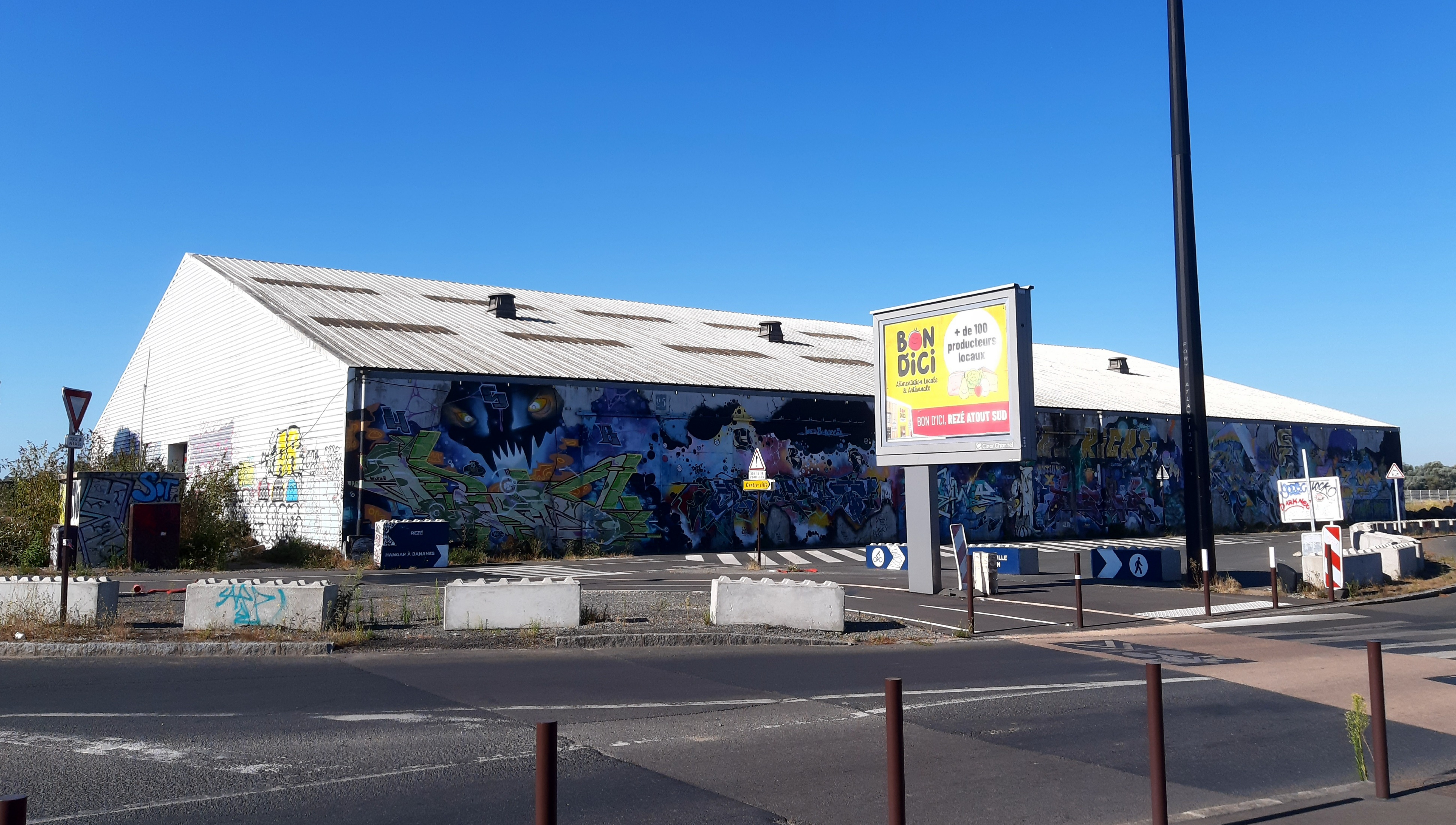
Hangar 24, au pied du pont des Trois-Continents

Placé en lisière de ville, l'ensemble des 13 postes à quai de Wilson est consacré dès sa création aux marchandises en vrac et aux marchandises diverses. Ainsi, durant un siècle de fonctionnement, les navires du monde entier accostent ou appareillent chargés de : charbon, phosphates, bois, vins, primeurs, ferrailles, tôles d'acier, voitures, matériels agricoles, rhum, cacao, sucre, mélasse, papier, etc.
À partir des années 1950, la ville reprend sa place de capitale du négoce, de l'industrie diversifiée et de port de répartition. Le port de Nantes gagne les têtes de ligne des cargos vers la Scandinavie, l'Afrique, Madagascar, les Antilles, La Réunion et le Canada. Les destinations traditionnelles de ces navires lui assurent à nouveau la prospérité. Il faut cependant attendre 1970 pour que le port de Nantes retrouve un trafic équivalent à celui d'avant guerre. Le quai Wilson joue un rôle prépondérant et structurant dans le retour à la prospérité du Port de Nantes.
Le hangar à primeurs (hangar 24) est construit en 1946 et étendu en 1958. Situés plus en aval, les postes 9 et 10 permettent le déchargement et le stockage sur parc de charbon et de phosphate. Les sacs d'ammonitrate sont manutentionnés et destinés à l'usine de conditionnement d'engrais Delafoy située en arrière du quai. Cette usine continue son activité jusqu'en 2013 sous le nom de Timac. Des camions du transporteur rezéen Paul Grandjouan évacuent la marchandise. Le parc à bois s'installe sur la zone de Cheviré en 1969. L'entreprise Chacqueneau, qui assure alors le transport, la manutention et le stockage du bois est la première à s'y installer. Deux trafics illustrent l'histoire et les activités du quai Wilson : le sucre et les primeurs.

#### Le sucre

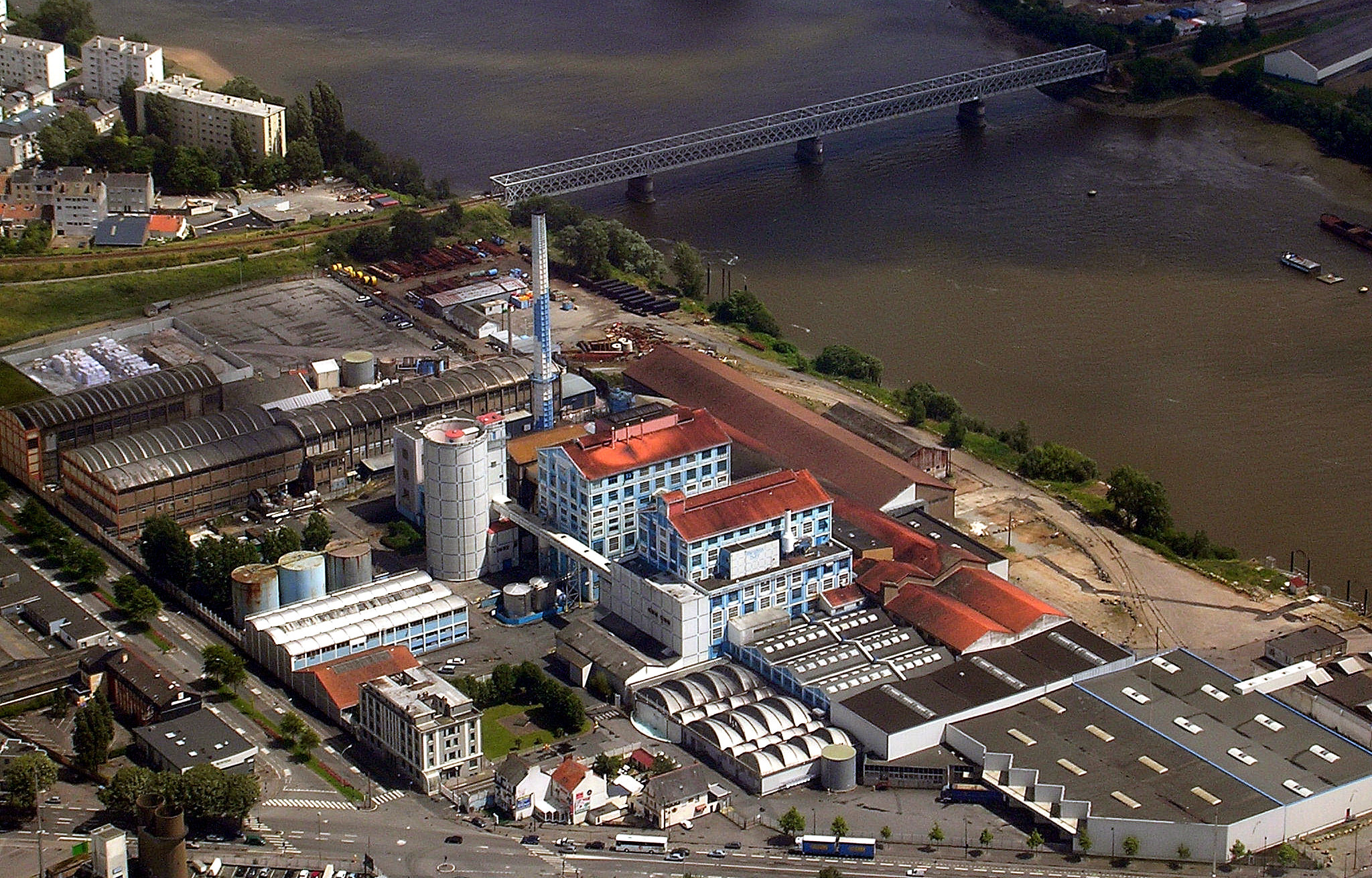
Ancienne raffinerie de sucre Beghin-Say (blanche et bleue), devenue Tereos.

La sucrerie Say achète en 1935 sur un terrain à la Compagnie Générale Transatlantique, situé en amont du quai et y érige la dernière raffinerie de sucre construite en France. Celle-ci entre en activité deux ans plus tard,. On y alors produit 200 tonnes de sucre par jour. Elle traite uniquement du sucre de canne. On assiste alors au déchargement de sucre dont la lente manutention des sacs retarde les navires. À partir de 1966, les sucres bruts sont livrés en vrac comme les céréales ou les phosphates pour être raffinés, mis en forme et conditionnés.
En 1968, en rachetant sa dernière concurrente nantaise, la « raffinerie de Chantenay », la raffinerie Say reste la seule héritière de l'activité sucrière nantaise par rapport aux 11 raffineries qui existaient dans la ville à la veille de la Révolution française.
Au plus fort de son activité, la raffinerie emploie jusqu'à 600 personnes. Près de 120 000 tonnes de sucre sortent de l'usine chaque année alors qu'à sa construction elle avait été dimensionnée pour 60 000 tonnes. Le procédé de cristallisation des raffinés y est mis au point. Il utilise l'eau pompée en Loire.
Le 8 juin 1944, elle est détruite lors d’un bombardement dure la Seconde Guerre mondiale. Elle reprend ses activités en 1946.
La raffinerie devient Béghin-Say en 1973 et appartient aujourd'hui au groupe Tereos. Si les activités de raffinage ont été transférées vers d'autres sites en 2009, les activités de conditionnement perdurent et concernent 80 salariés. Les importations de sucre brut représentent 32 600 tonnes en 2009 contre plus de 123 000 tonnes en 1989. Un bateau par mois accoste alors à Wilson.
Bardée de bleu et de blanc depuis 1993, la raffinerie est protégée au titre du patrimoine industriel nantais depuis 2013 comme les cales des anciens chantiers navals Dubigeon.

#### Les primeurs
Si les arrivages massifs de bananes sont indissociables du quai des Antilles et de son hangar à bananes (hangar 21), les importations de primeurs sont liées au quai Wilson et au hangar à primeurs (hangar 24). Les cargaisons d'agrumes et de primeurs marocains sont un des symboles de la reprise des trafics maritimes dès août 1945. Chaque année, de novembre à juin, entre 40 et 100 bateaux débarquent entre 50 000 et 60 000 tonnes de fruits et légumes en provenance du Maroc (oranges, clémentines, mandarines, citrons, pamplemousses, tomates...). La réception se fait avec des moyens de déchargement et de stockage très modernes. Ainsi, le hangar à primeurs, chauffé et climatisé, constitue un instrument portuaire de premier ordre par sa situation en bordure d'un quai en eau profonde. En raison du dynamisme du marché et de l'accroissement constant de ce trafic des agrumes et primeurs, sa superficie passe de 7 000 m2 en 1958 à près de 13 000 m2 entre 1967 et 1971. Trois primeuristes peuvent alors décharger simultanément. Le hangar 25 démoli et absorbé partiellement par le hangar à primeurs sert alors de hangar spécifiquement dédié à l'import-export Maroc.
La vie portuaire est donc très liée à l'activité du Marché d'Intérêt National (MIN), créé en 1969, puisque c'est par voie maritime que vient une grande partie des agrumes et primeurs. En 1984, le MIN commercialise à lui seul 25 à 30 % des marchandises. Malgré son handicap géographique, le port de Nantes reste jusqu’au début des années 1990 le port principal de la façade atlantique pour les primeurs marocains. Il offre alors un service de qualité en permettant le déchargement rapide des navires et en mettant à disposition de ses clients un quai à proximité de la zone d'éclatement du fret avec la bourse aux agrumes et le MIN. Cependant, malgré les investissements du port, une collaboration longue et étroite avec les marocains, la concurrence des ports du Nord, les besoins de déchargement rapide déplacent les trafics de primeurs et agrumes vers l'aval en 1992. Un nouveau terminal fruitier est inauguré en 1993 à Saint-Nazaire en remplacement de celui du quai Wilson.

### Déclin de l'activité portuaire et industrielle

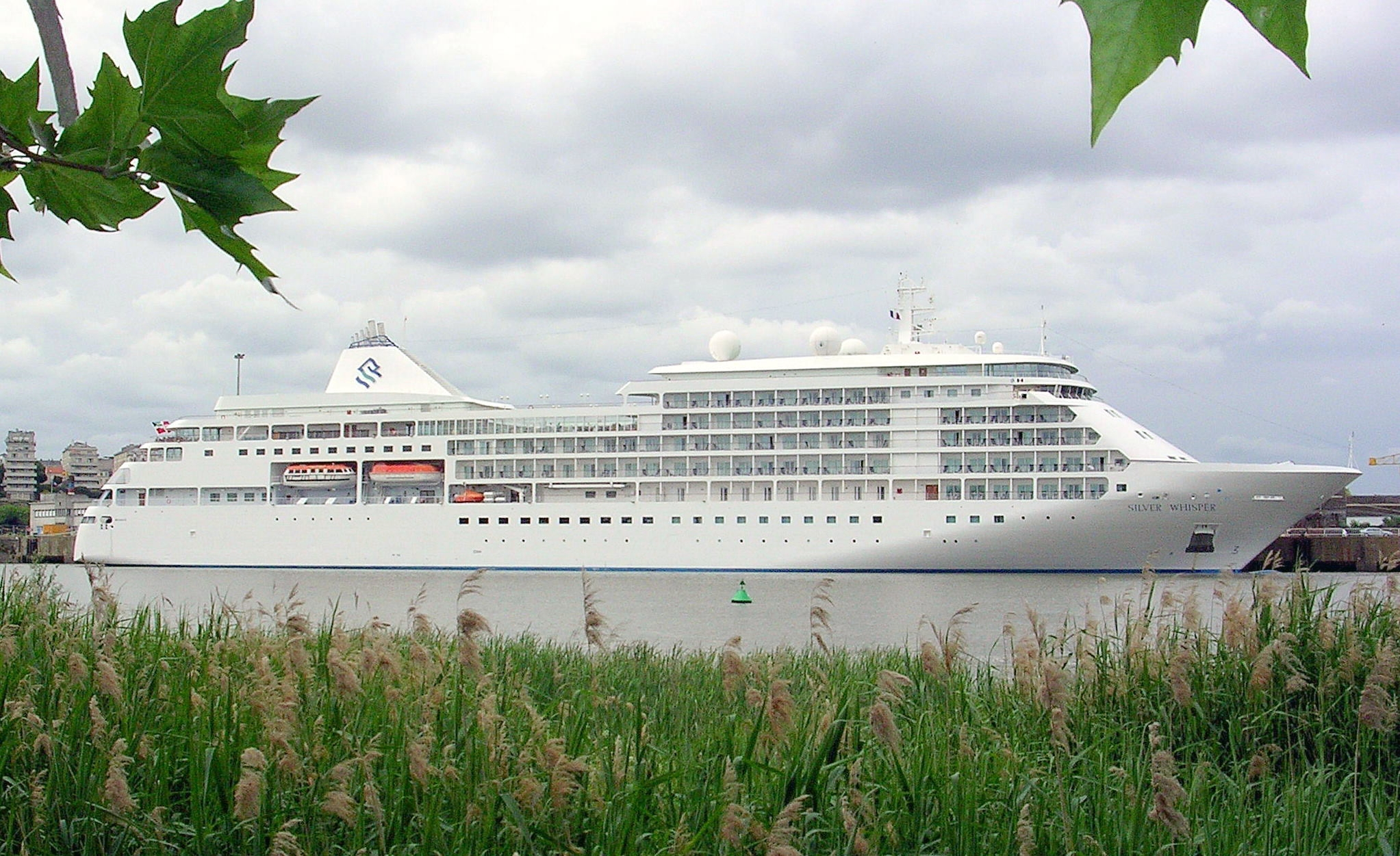
Le MV Silver Whisper en escale au quai Wilson en 2005, vu de Trentemoult.

L'activité industrielle portuaire en fond d'estuaire glisse progressivement vers l'aval pour disparaître de l'île de Nantes. La fermeture des chantiers navals Dubigeon en 1984 est l'exemple le plus marquant. Sur le quai Wilson, ce déclin s'amorce dès la fin des années 1960 : ainsi, le charbon et le bois en 1969, les primeurs en 1992, la ferraille et les engrais en 2005 se déplacent sur Cheviré ou la zone de Saint-Nazaire, tandis que la raffinerie Béghin-Say arrête ses opérations de raffinage en 2009.
Le pont des Trois-Continents, ouvert au trafic en 1994, ampute le quai d'une partie de ses activités situées en amont de l'ouvrage, les bateaux de commerce ne pouvant plus y accéder. Enclavé dans l'agglomération et niché en fond d'estuaire, le quai Wilson devient obsolète pour l'activité portuaire industrielle : terre-pleins limités, faible profondeur des souilles, temps d'escale important. En 2000, le conseil d'administration du port autonome décide de déporter l'activité du quai Wilson vers Cheviré où 180 mètres de quai supplémentaires sont construits. Le quai Wilson cesse toute activité portuaire en 2005. En 2007, les dernières grues sont déplacées vers l'aval ou envoyées à la ferraille.
Seule la grue Titan grise, jadis principalement destinée aux opérations de déchargement de coils pour le compte de la société Pum Chaillous (groupe Arcelor), a été conse'vée sur place et fait aujourd'hui office de « figure de proue » de l'île de Nantes en bout du quai. Elle est classée monument historique au titre du patrimoine maritime.
Fermé au trafic fluvio-maritime, le quai n'accueille plus que des bateaux de croisière en escale à Nantes entre 2002 et 2016. Depuis, la préfecture ne donne plus ce type d'autorisation sur ce site, pour des raisons « de sûreté et de sécurité », au bénéfice du terminal de Cheviré qui offre une infrastructure parfaitement close et donc protégé. Le trafic était d'ailleurs en baisse constante depuis plusieurs années, ceci était dû notamment aux contraintes techniques relatives à la navigation sur l'estuaire de la Loire, la profondeur du fleuve et la largeur de la zone d'évitage ne permettant d'accueillir que des paquebots de moins de 180 m, alors que ceux qui dépassent ce gabarit représentent 70 % du marché européen. Le site du quai Wilson, trop éloigné du centre-ville de Nantes, est jugé comme n'étant pas le plus idéal. Les promoteurs d'un éventuel terminal croisières prônent son transfert sur le quai Marquis-d'Aiguillon dans le Bas-Chantenay, ce qui nécessiterait néanmoins de coûteux travaux de dragage. L'éloignement trop important des grands sites touristiques internationaux (châteaux de la Loire, ne permettant pas de réaliser une excursion dans la journée) ou la concurrence des sites portuaires de Montoir-de-Bretagne ou de Saint-Nazaire (évitant huit heures de chenalage dans la journée et les frais liés) constituent des freins supplémentaires à la progression du trafic à Nantes.

### Projets d'aménagement
Élément structurant du paysage, le quai Wilson est soumis à une pression urbaine dans une île considérée comme le cœur géographique d'une agglomération de 500 000 habitants et en profonde mutation (déplacement du MIN en 2019, démantèlement des voies ferrées de la gare de l'État en 2022, implantation du nouveau CHU en 2026…).
Dans le cadre de la rénovation urbaine de l'île de Nantes, impliquant la création d'une « ZAC de l'île de Nantes Sud-Ouest », le quai dans la partie située à l'ouest du pont des Trois-Continents doit faire l'objet d'un réaménagement paysager, afin d'accompagner la construction d'un nouvel écoquartier en lieu et place des usines et entrepôts qui le bordent. À l'est de ce pont, la voie de circulation doit être supprimée pour laisser la place à une vaste esplanade piétonne permettant au nouveau centre hospitalier universitaire d'avoir une vue sur le fleuve. À cet effet, la démolition de la Fabrique à Glace (hangar 22 et 23) et du hangar portuaire 24 a débuté en septembre 2016.
En février 2017, l'aménagement d'un « parc de la Loire », d'une largeur de 100 à 130 mètres, est décidé. Il intégrera la partie ouest du quai Président-Wilson et proposera des équipements de loisirs, de sport et de culture le long de la rive du fleuve. La zone d'habitat prévue sera érigée à la lisière nord de cet espace vert.
En février 2019, le tronçon est de la voie de circulation menant jusqu'au boulevard Gustave-Roch est définitivement fermée pour être démantelée afin de préparer le site pour l'accueil du nouveau CHU. Celle-ci est remplacée provisoirement par une nouvelle voie située plus au sud longeant la Loire et qui doit disparaitre à son tour en 2021,.
En janvier 2020, l'extrémité ouest du quai au pied de la grue Titan grise et à proximité du Hangar à bananes accueille le ponton d'accès pour la nouvelle ligne de Navibus N2 qui relie l'île de Nantes au Bas-Chantenay et dont la mise en service est intervenue le 11 février.